# Bipin Chandra Pal

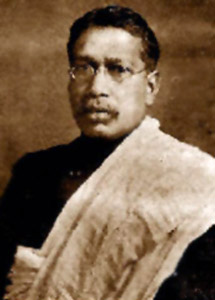
Bipin Chandra Pal

Bipin Chandra Pal (bengalisch: বিপিন চন্দ্র পাল, Bipin Candra Pāl; * 7. November 1858 in Sylhet; † 20. Mai 1932 in Kolkata) war ein indischer Lehrer, Journalist, Redner, Politiker, Bibliothekar und Autor.

## Leben
Bipin Chandra Pal wurde als einziger Sohn einer wohlhabenden hinduistischen Kayastha-Familie in einem Dorf in Sylhet geboren. Sein Vater war Ramchandra Pal.
Nach einer Anfangsausbildung bei einem Maulvi in Sylhet besuchte er die Sylhet Government High School, bevor er auf das Presidency College wechselte, das er jedoch vor seinem Examen verließ. Dennoch war er bemerkenswert belesen, so hatte er die Gita und die Upanishaden ausgiebig studiert.
Er arbeitete ab 1879 als Rektor einer High School; eine Funktion, die er an mehreren verschiedenen Schulen in und um Sylhet behielt. In der öffentlichen Bibliothek von Kolkata arbeitete er zeitweise (1890–1891) als Bibliothekar und Sekretär. 1891 unterstützte er das neue Gesetz über die Ehemündigkeit, das die Kinderheirat eindämmen sollte.
Surendranath Banerjee interessierte Pal für politische Fragen und der gewann schnell Anschluss an die Gruppe der „Extremisten“ des Indischen Nationalkongresses, die in der ersten Hälfte des 20. Jahrhunderts für die indische Unabhängigkeit kämpften und ihr Leben diesem Ziel widmeten. Zu dieser Gruppe gehörten auch Lala Lajpat Rai, Bal Gangadhar Tilak und Aurobindo Ghose. Wegen ihres Führungstrios wurde die Gruppe auch als Lal-Bal-Pal bekannt. Er teilte jedoch nicht Tilaks hinduistischen Nationalismus. Bei den Parteitagen der Kongresspartei 1886 in Kolkata und 1887 in Madras verlangte er, der Kongress möge sich der schlechten Behandlung von Plantagenarbeitern in den Teeplantagen von Assam annehmen.
1898 ging er erstmals nach England, um ein Jahr vergleichende Religionswissenschaften zu studieren. Nach seiner Rückkehr engagierte er sich für das Ziel der indischen Selbstregierung, swaraj, im Wochenblatt New India und übernahm den Vorsitz des Parteitags des Indischen Nationalkongress 1904 in Bombay. Als Vizekönig Lord Curzon 1905 die Teilung Bengalens verfügte, reagierte Pal mit der Gründung einer Tageszeitung namens Bande Mataram, deren Herausgeber er wurde und die gegen die durch die britische Kolonialverwaltung beabsichtigte Schwächung des wachsenden bengalischen Einflusses durch das bewährte Herrschaftsmodell „Teile und herrsche“ mit Massenprotesten agitierte. Bande Mataram (dt. „Verneige dich vor der Mutter“) war ein berühmtes Gedicht des Bengalen Bankim Chandra Chattopadhyay, das zur informellen Nationalhymne wurde.
Die extremen Nationalisten befürworteten extreme Mittel, um ihren Forderungen nach einem britischen Abzug Nachdruck zu verleihen, wie Boykott britischer Fabrikprodukte, der Verbrennung westlicher Kleidung aus den Fabriken Manchesters sowie Streiks und Boykott britischer Geschäfte und Industriekonzerne.
Pal knüpfte Kontakte zu bedeutenden bengalischen Persönlichkeiten, wie Keshab Chandra Sen und Sivanath Sastri und trat dem Brahmo Samaj bei. Seiner Weigerung, im Prozess der wegen Volksverhetzung angeklagten Mataram-Gruppe gegen Arabinda Ghosh auszusagen, brachte ihm sechs Monate Haft ein. Nach seiner Freilassung 1908 ging er drei Jahre nach England ins Exil. 1919 reiste er zusammen mit anderen bedeutenden indischen Politikern, wie Annie Besant und Tilak an der Spitze der All India Home Rule League zum dritten Mal nach Großbritannien. Die India Home Rule League forderte für Indien den Status eines selbstverwalteten Dominions im Britischen Empire ähnlich dem Status von Kanada, Neuseeland und Australien. Pal kannte auch Amerika aus eigener Anschauung.
1921 übernahm er den Vorsitz der bengalischen Provinzialkonferenz in Barishal. Gandhis Kampagne der Nichtkooperation als Massenbewegung des zivilen Ungehorsams lehnte er wegen dessen Unterstützung für die Kalifat-Kampagne ab. Ab 1925 zog er sich aus der aktiven Politik zurück.
Pal war mit der brahmanischen Witwe Nrityakali Devi verheiratet. Nach deren Tod heiratete er erneut eine andere brahmanische Witwe, Birajmohini Devi, eine entfernte Verwandte von Surendranath Banerjea. Sein Sohn Niranjan Pal (1889–1959) war ab den 1920er Jahren als Drehbuchautor und Regisseur beim indischen Film tätig.

## Journalismus
Als Journalist und Autor war Pal lange Zeit tätig: 1886 begann er als engagierter Journalist in Sylhet bei der bengalischen Wochenzeitung Paridarshak. 1882 wurde er Mitherausgeber der Bengali Public Opinion, wechselte 1887 kurzzeitig zur Lahore Tribune, um auch für The Democrat und The Independent zeitweilig als Herausgeber zu fungieren. 1887 veröffentlichte er sogar auf Bengalisch eine Biographie von Queen Victoria. 1902 wurde er für die Wochenzeitung New India tätig, bevor er 1905 die Wochenzeitung Bande Mataram gründete, als deren Herausgeber er wieder fungierte.

## Werke
- Indian Nationalism
- Nationality and Empire
- Swaraj and the Present Situation
- The Basis of Social Reform
- The Soul of India
- The New Spirit
- Studies in Hinduism
- Queen Victoria (Biographie)